# Estação Lionel-Groulx
A Estação Lionel-Groulx é uma das estações do Metrô de Montreal, situada em Montreal, entre a Estação Charlevoix, a Estação Atwater, a Estação Place-Saint-Henri e a Estação Georges-Vanier. Faz parte da Linha Verde e da Linha Laranja.
Foi inaugurada em 03 de setembro de 1978. Localiza-se na Avenida Atwater. Atende o distrito de Le Sud-Ouest.

## Origem do nome
O nome da estação foi dado em função a rue Lionel Groulx, e é uma homenagem a Lionel Groulx.
Groulx foi um dos mais influentes historiadores de Quebec. Fundou o Instituto Franco-Americano de História em 1946. Foi também o editor da Révue d'histoire de l'Amérique française de 1947 a 1967.
Em 1996, a Liga dos Direitos Humanos  B'nai Brith Canadá  solicitou que o Comitê Executivo da Comunidade Urbana de Montreal (MUC) alterasse o nome da estação. A razão disto, foram declarações de anti-semitismo feitas por Lionel Groulx, devido a sua firme crença no catolicismo romano e sua antipatia ao judaísmo.

## Ruas próximas
- avenue Atwater
- rue St-Jacques
- rue Lionel-Groulx
- rue Delisle

## Pontos de interesse

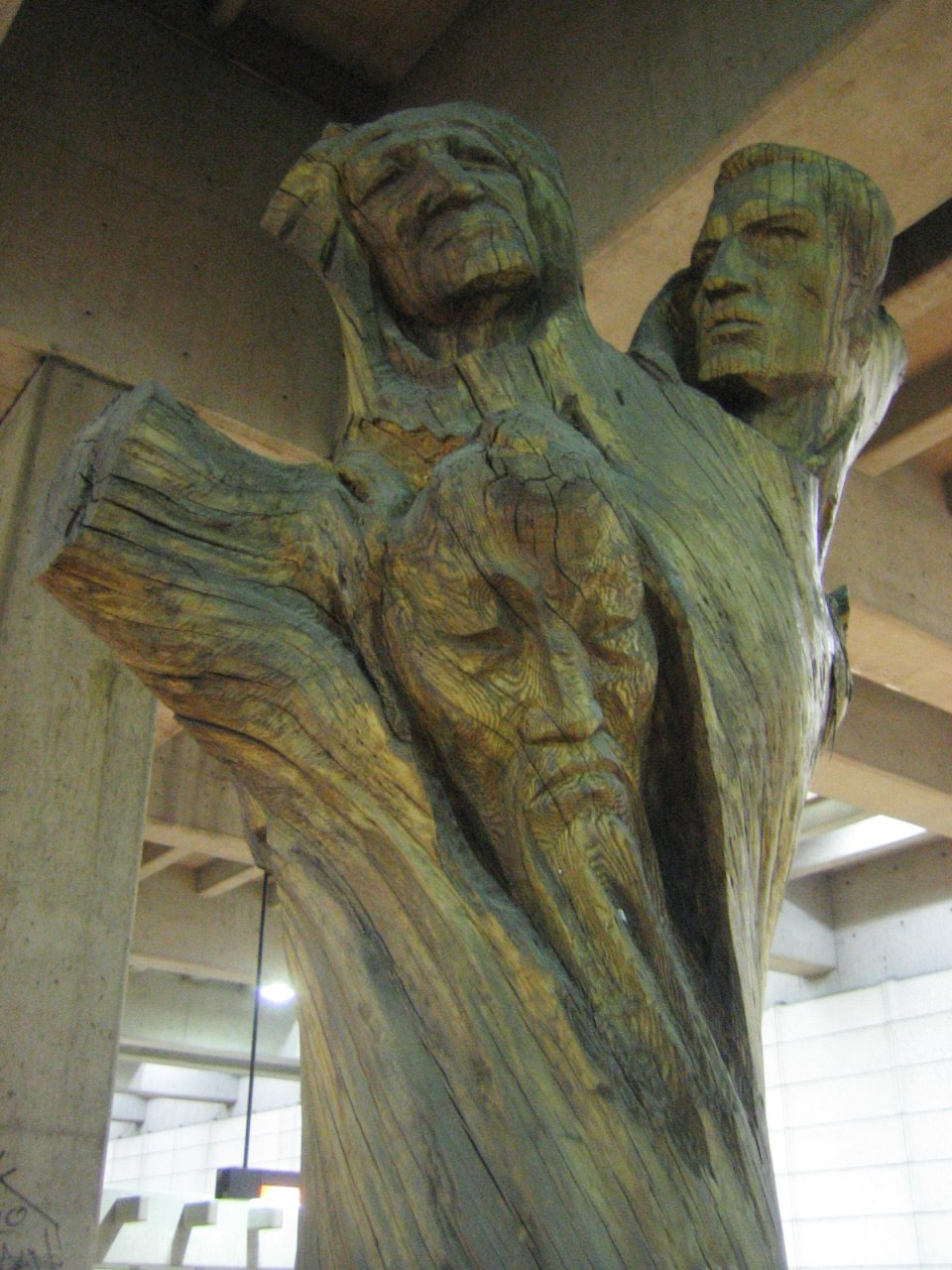
Escultura na Estação Lionel-Groulx - A árvore da Vida (l'Arbre de Vie) de Joseph Rifesser

- Le parc du canal de Lachine
- Le marché Atwater ()
- Église Saint-Irénée
- Foyer Hongrois
- Union United Church
- CÉDA (Comité d'éducation aux adultes)
- Solin Hall (Off-Campus Residence of McGill University)